# Almopia
Almopia (tiếng Hy Lạp: ?) là một khu tự quản ở vùng Trung Makedonías, Hy Lạp. Khu tự quản Almopia có diện tích 986 km², dân số theo điều tra ngày 18 tháng 3 năm 2001 là 28822 người.